# Elisabet Benedicta Spöring
Elisabet Benedicta Spöring, född Burmeister 4 juli 1671 i Tyska församlingen i Stockholm, död 23 mars 1739 i Kristianstad, var en svensk tecknare och konsthantverkare.
Hon var gift första gången med konrektorn Eberhard Christian Spöring och andra gången efter 1733 med rådmannen Anders Munk i Kristianstad samt mor till Herman Diedrich Spöring.